# Duševno zdravje na delovnem mestu
Delo ima izredno pomembno vlogo v posameznikovem  življenju. Večina aktivne populacije preživi na delovnem mestu vsaj tretjino svojega življenja, zato predstavlja prav delovno okolje eno izmed najpomembnejših življenjskih okolij. Duševno zdravje aktivne populacije je močno povezano z bogastvom in kapitalom celotne družbe, zato je skrb za ohranjanjje svoje umske in čustvene zmožnosti ter mu dovoljuje, da izpolnjuje svojo vlogo v poklicnem, družbenem in zasebnem življenju. Družbi pa predstavlja duševno zdravje podlago za družbeno kohezijo ter za boljšo socialno in ekonomsko blaginjo. Dandanes spada duševno zdravje med najpomembnejše javno-zdravstvene vsebine, saj postaja vpliv izboljševanja duševnega zdravja in preprečevanja duševnih bolezni v delovnem okolju vedno večji.
Duševne motnje, ki so dandanes najpogostejše med aktivno populacijo in vplivajo na njihovo zmožnost opravljanja dela, je mogoče preprečevati in učinkovito zdraviti z različnimi načini zdravljenja. Osebam z duševnimi motnjami je mogoče hitro in učinkovito pomagati ter s tem konkretno spremeniti potek napredovanja bolezni in omogočiti osebam in njihovim bližnjim kakovostno življenje.
Nekateri delodajalci in podjetja se zavedajo, kako velika je povezanost med zdravjem na delovnem mestu in kakovostnim opravljanjem dela ter kakšen vpliv ima duševno zdravje na uspeh delovne organizacije, zato se poslužujejo izvajanja ukrepov, ki temeljijo na izboljšanju duševnega zdravja.
Obstajajo trije ključni elementi zdravega delovnega mesta:
1. Fizično okolje, ki mora zagotavljati varnost in ne sme negativno vplivati na zdravje zaposlenih, zaradi česar je potrebno stalno preverjanje ustreznosti delovnih pogojev in omogočati njihovo izboljševanje.[2]
2. Zdravje in dobro počutje, ki temelji na osveščanju zaposlenih o zdravju in zdravemu načinu življenja ter nudenju pomoči in podpore pri uveljavljanju zdravih življenjskih navad.[2]
3. Ustrezno vodenje, ki temelji na sprejemanju zdravju prijaznih politik vodstvenih kadrov in uvajanju primernih ukrepov za zagotavljanje pozitivnega delovnega okolja, dobrega počutja zaposlenih, motiviranja na delovnem mestu in spodbujanja dobrih medosebnih odnosov med zaposlenimi.[2]

Zdravo delovno okolje predstavlja podjetjem in delodajalcem tudi velike prednosti, saj so zdravstveni stroški za zaposlene, z manjšimi možnostmi za razvoj kroničnih bolezni, manjši, poveča se produktivnost posameznika in posledično konkurenčnost delovne organizacije, zmanjša se absentizem, na delovnem mestu se pojavlja manj poškodb ali nesreč in z njimi povezanih odškodnin, poveča se pripadnost zaposlenih, lažje spoprijemanje s spremembami in s stresom ter povečanje družbene odgovornosti podjetja in njegovega ugleda.

## Pomembnost dela za duševno zdravje
Delo in delovno okolje imata na posameznika velik vpliv, saj ima zaposlitev pomembne in koristne učinke na fizično in duševno zdravje. Dobro duševno zdravje v delovnem okolju učinkovito pripomore tako k posameznikovi produktivnosti kot ima pomembne učinke pri ekonomski rasti podjetja in globalni konkurenčnosti. Duševno zdravje prav tako prispeva k posameznikovi možnosti za povišanje socialne vključenosti in s tem vpliva na celotno delovno okolje in medosebne odnose med zaposlenimi. Čeprav je težko oceniti sam vpliv dela na osebno identiteto, samospoštovanje in socialno priznavanje, se strokovni zdravstveni delavci strinjajo, da delovno okolje močno vpliva na psihično počutje posameznika.
Zaposlovanje zagotavlja pet kategorij psihološke izkušnje, ki spodbujajo dobro psihično počutje:
- Časovna struktura (odsotnost lahko povzroča veliko psihološko breme).[4]
- Socialni stiki.[4]
- Skupna prizadevanja in namen (zaposlovanje ponuja socialni kontekst zunaj družine).[4]
- Socialna identiteta (zaposlovanje predstavlja pomemben element pri opredelitvi samega sebe).[4]
- Redna dejavnost (organizacija vsakdanjega življenja).[4]

Mnoga velika podjetja se zavedajo, da je produktivnost zaposlenih močno povezana z njihovim zdravjem in dobrim počutjem. Včasih so podjetja spodbujala in delovala predvsem na področju telesnega zdravja, dandanes pa je vedno več poudarka tudi na duševnem področju v delovnem okolju.  Na delovnem mestu lahko psihosocialno blaginjo zaposlenih in njihovo duševno zdravje spodbujajo z uporabo več različnih dejavnikov. Še posebej pomembna je možnost zaposlenih, da so vključeni v načrtovanje in izvajanje dejavnosti, ki spodbujajo duševno zdravje. Drugi dejavniki, ki spodbujajo zdravje na delovnem mestu, pa vključujejo še fizično varnost in telesno zdravje, priložnosti za tvorjenje medosebnih odnosov in pravično plačilo.

## Promocija duševnega zdravja v delovnem okolju
Promocija duševnega zdravja vključuje vse ukrepe, ki prispevajo k dobremu duševnemu zdravju. Glavni cilj promocije duševnega zdravja je osredotočanje na ohranjanje in izboljševanje dobrega duševnega počutja. Učinkovita promocija duševnega zdravja vključuje kombinacijo upravljanja tveganj in promocije zdravja. Na delovnem mestu so dejavniki, ki spodbujajo in varujejo duševno zdravje zaposlenih in so potrebni za učinkovito promocijo in spodbujanje dobrega počutja oseb v organizacijah. Te dejavniki vključujejo podporo okolice, občutek vključenosti in koristnosti dela, odkrivanje smisla v delu, ki ga posameznik opravlja, možnost odločanja o poteku svojega dela in možnosti prilagoditve ritma dela, ki ustreza zmožnostim zaposlenega.
V številnih državah članicah EU se povečuje izostajanje z dela, nezaposlenost in število zahtevkov za dolgotrajno nezmožnost za delo zaradi stresa, povezanega z delom, in težav z duševnim zdravjem. Poleg izostajanja z dela so posledice duševnih bolezni povezane s številnimi drugimi škodljivimi posledicami za organizacije, kot so manjša delovna storilnost in produktivnost zaposlenih, manjša motivacija in velika fluktuacija zaposlenih. Spodbujanje zdravja na delovnem mestu tako ne pomeni le spoštovanje in upoštevanje zakonskih zahtev o zdravju in varnosti (delodajalci v Evropi so zakonsko vezani upravljati z različnimi vrstami tveganj, ki so povezani z varnostjo in zdravjem zaposlenih), temveč predstavlja tudi skupna prizadevanja delodajalcev, delavcev in družbe za izboljšanje zdravja in dobrega počutja ljudi pri njihovem delu.
Spodbujanje duševnega zdravja in dobrega počutja zaposlenim organizacijam prinaša veliko koristi, saj se poveča uspešnost, produktivnost in tudi sloves samega podjetja. Za boljšo promocijo duševnega zdravja na delovnem mestu se običajno sprejme več ukrepov. Te ukrepi vključujejo:
- različne zdravstvene krožke, ki temeljijo na sodelovanju zaposlenih in so namenjeni odkrivanju težav, razpravljanju o njih ter iskanju rešitev;
- vzpostavljanje politik o duševnem zdravju in s tem povezanimi težavami, kot so nasilje in nadlegovanje na delovnem mestu;
- usposabljanje vodstva za prepoznavanje znakov stresa pri zaposlenih in iskanje učinkovitih rešitev za zmanjševanje stresa med zaposlenimi;
- anketiranje zaposlenih z anonimnimi vprašalniki, da se ugotovi, kaj jih skrbi med delom;
- ocenjevanje izvedenih ukrepov in programov z zbiranjem povratnih informacij zaposlenih;
- spletna mesta, ki vse zaposlene obveščajo o vseh ukrepih in programih, ki se izvajajo na delovnem mestu in so namenjeni izboljšanju duševnega počutja;
- usposabljanje zaposlenih o tem, kako se spopadati s stresnimi situacijami;
- brezplačno svetovanje zaposlenim pri reševanju različnih težav v zvezi z zasebnim ali poklicnim življenjem, ki je po možnosti na voljo med delovnim časom.[5]

## Stres v delovnem okolju
Stres na delovnem mestu lahko opredelimo kot škodljiv fizičen in čustven odziv, ki nastane, ko zahteve delovnega mesta ne ustrezajo zmogljivosti, sredstvom ali potrebam zaposlenega. Stres v delovnem okolju lahko poveča stopnjo poškodb in nesreč na delovnem mestu ter negativno vpliva na zdravje posameznika. Doživljanje stresa je za vsakega posameznika drugačno, saj ljudje v različnih situacijah reagirajo zelo raznoliko. Pri doživljanju in obvladovanju stresa je pomembno, kako se ljudje odzivajo na okoliščine in kako osebno ocenijo situacije. Doživljanje stresa lahko spremeni človekovo občutje, mišljenje in obnašanje. Ljudje, ki doživljajo visoko stopnjo stresa, se poslužujejo večje stopnje izostajanja z dela, pojavlja se fluktuacija, zamujanje, disciplinske težave, nadlegovanje, zmanjšana storilnost, nesreče, napake pri delu ter povišani stroški za nadomestila ali zdravstveno varstvo. Posameznik pa se s stresom sooča z različnimi čustvenimi odzivi (razdražljivost, tesnoba, težave s spanjem, depresija, izgorelost), kognitivnimi odzivi (težave s koncentracijo, spominom, učenjem novih stvari, sprejemanjem odločitev), vedenjskimi odzivi (zloraba drog, alkohola in tobaka, destruktivno obnašanje) in fiziološkimi odzivi (bolečine v hrbtenici, oslabljen imunski sistem, želodčni čir, bolezni srca).
Dejavniki in vzroki, ki lahko povišajo stopnjo stresa na delu so prenaporno delo, pomanjkanje jasnih navodil, nerealno postavljeni časovni roki, pomanjkanje odločanja, negotovost, izolirani delovni pogoji, neustrezen nadzor in neustrezno urejeni prostori. Čeprav sta spolno nadlegovanje in diskriminacija pogosto izključena iz seznamov glavnih stresorjev, morata biti vključena v celovito analizo vzrokov za razvoj stresa na delovnem mestu. Spolno nadlegovanje je lahko povzročitelj stresa predvsem za ženske, diskriminacija pa za etnične manjšine predstavlja močnega napovedovalca stresorjev in zdravstvenih rezultatov, ki vključujejo slabo duševno zdravje. Stres se močno povezuje s pojavom številnih fizičnih bolezni kot tudi duševnih težav, kot so depresija, anksioznost in povečana stopnja samomora.
Globalna skrb o vplivu stresa na delovnih mestih se povečuje vključno z vprašanji povezanimi s spolom, etnično pripadnostjo, spolnim nadlegovanjem, nasiljem, mobingom na delovnem mestu, družino in podzaposlenostjo. Stres na delu je eden izmed vzrokov najpogostejših zdravstvenih težav na delovnih mestih v državah EU. Raziskave so pokazale, da v Evropi 28 % delovne populacije poroča o prisotnosti stresa pri svojem delu. V večini držav ni nikakršne zakonodaje, ki bi obravnavala in se navezovala na stres na delovnem mestu. Večina držav ima zahteve minimalnega standarda za vzdrževanje varnosti in zdravja pri delu. Ti standardi pa se večinoma osredotočajo na fizične vidike delovnega mesta in ne vključujejo eksplicitno psiholoških ali duševnih zdravstvenih vidikov delovnih pogojev.

## Posledice duševnih motenj v delovnem okolju
DSM-IV, diagnostični in statistični priročnik o duševnih motnjah (Diagnostic and Statistical Manual of Mental Disorders), ki ga je izdalo Ameriško psihiatrično združenje (American Psychiatric Association), opredeljuje duševno motnjo kot: »Klinično prepoznaven vedenjski ali psihološki sindrom oziroma vzorec, ki se pojavi posamezno in je povezan z že prisotno stisko, manjšo zmožnostjo oziroma invalidnostjo ali pomembno naraščajočim tveganjem smrti, bolečine, invalidnosti ali izgube svobode. Ta sindrom oziroma vzorec pa ne sme biti zgolj pričakovan in kulturno sprejemljiv odziv na izreden dogodek, kot je na primer smrt ljubljene osebe.« National Alliance on Mental Illness (NAMI) pa definira duševno motnjo kot: »Zdravstveno stanje, ki vpliva na posameznikovo mišljenje, čustvovanje, razpoloženje, sposobnost navezovanja stikov oziroma komuniciranja z drugimi ter vsakodnevno funkcioniranje. Tako kot je sladkorna bolezen motnja delovanja trebušne slinavke, tako je duševna bolezen zdravstveno stanje, ki se pogosto kaže kot zmanjšana sposobnost spoprijemanja z običajnimi zahtevami življenja.«
Področje duševnega zdravja je eden izmed glavnih javnozdravstvenih problemov na ravni Evropske unije, saj za katero koli duševno motnjo letno zboli več kot desetina Evropejcev. Breme, ki se pojavlja zaradi duševnih bolezni, predstavlja veliko izgubo in obremenitev za gospodarske, socialne, izobraževalne kot tudi kazenske in sodne sisteme. Pregled slovenskih raziskav po zadnjih dostopnih podatkih kaže, da ima Slovenija enega najvišjih količnikov samomora v EU, najpogostejši duševni motnji med splošno populacijo pa sta depresija in anksioznost.
Pri analizi števila bolnišničnih dni zaradi duševnih motenj v Sloveniji ugotavljajo, da se v celotni populaciji med prvimi petimi vzroki za največje število bolnišničnih dni pojavljajo shizofrenija, shizotipske in blodnjave motnje, duševne in vedenjske motnje zaradi uživanja alkohola, depresija, organske duševne motnje in bipolarna afektivna motnja. Pri moških so glede na število bolnišničnih dni na drugem mestu duševne in vedenjske motnje zaradi uživanja alkohola, pri ženskah pa depresija. Opisane duševne motnje so tudi najbolj pogost razlog za prilagoditve delovnih mest, s katerimi se ukvarja Job Accomodation Network (JAN).
Ljudje s posebnimi potrebami, zlasti psihiatričnimi motnjami, se soočajo s številnimi ovirami, ki vplivajo na njihovo enakopravno obravnavo v okolju. Srečujejo se z ovirami dostopne, pravne, institucionalne in socialne narave, ki močno vplivajo na povečanje njihove socialne izključenosti. Za ljudi z duševnimi motnjami je socialna izključenost pogosto najtežja ovira za premagovanje in je običajno povezana z občutki sramu, strahu pred zavrnitvijo in splošnim nezadovoljstvom z življenjem. Duševne bolezni predstavljajo breme za posameznike, saj imajo poleg upravljanja in nadzorovanja svoje bolezni težave zaradi socialne izključenosti, srečujejo se s stigmatiziranjem sebe in svoje družine ter imajo dodatne obremenitve pri ekonomskih stroških. Breme duševnih motenj, ki izhaja iz socialnih problemov in nemirov, nasilja, konfliktov in naravnih nesreč, pa se skozi čas še povečuje predvsem zaradi staranja svetovnega prebivalstva.
Posledice duševnih motenj na delovnem mestu se poznajo predvsem na naslednjih področjih:
Absentizem
- Povečanje bolniške odsotnosti, predvsem kratkih obdobij.
- Poslabšanje zdravja zaradi depresije, stresa, izgorelosti.
- Sprememba fizikalnih pogojev, ki se kaže predvsem kot visok krvni tlak, bolezni srca, razjede, motnje spanja, kožni izpuščaji, glavoboli, zmanjšanja odpornost na okužbe.[4]

Delovna uspešnost
- Zmanjšana produktivnost in proizvodnja.
- Povišana stopnja napak in količina nesreč v delovnem okolju.
- Slabša učinkovitost odločanja in poslabšanje načrtovanja in nadzora dela.[4]

Odnos zaposlenih in vedenje na delovnem mestu
- Izguba motivacije in zavezanosti k delu.
- Sindrom izgorelosti.
- Poslabšanje načina upravljanja s časom.[4]

Medosebni odnosi na delovnem mestu
- Povišanje napetosti in konfliktov med sodelavci.
- Poslabšanje odnosov do strank.
- Povečanje težav na področju discipline.[4]

## Prilagoditve dela osebam z motnjami v duševnem zdravju
Zaradi duševnih motenj se lahko pri posamezniku pojavijo določene težave in omejitve, ki se lahko izrazijo v različnih stopnjah in kombinacijah. Spodaj opisane težave se pri posamezniku lahko pojavijo v različnih oblikah in redko se zgodi, da so prisotne vse od naštetih. Prav tako ni nujno, da bo posameznik potreboval vse opisane in navedene prilagoditve za kvalitetno opravljanje svojega dela in zadovoljstvo na delovnem mestu.
Pri načrtovanju prilagoditev je pomembno, da se zavedamo, kakšne so omejitve, s katerimi se srečujejo zaposleni z motnjami v duševnem zdravju, kako te omejitve vplivajo nanj in na izvajanje njegovega dela, pri katerih specifičnih nalogah ima posameznik težave ter kako lahko omejimo ali odpravimo težave, ki se pojavljajo v delovnem okolju. Pomembno je tudi, da se zavedamo, če smo uporabili vse razpoložljive vire za izvedbo prilagoditve, če smo zaposlenega seznanili z možnostmi prilagoditve in če smo v načrtovanje prilagoditev vključili zaposlenega. Po uvedbi prilagoditev moramo skupaj z zaposlenimi oceniti uporabnost in učinkovitost sprememb ter preveriti potrebo po morebitnih dodatnih prilagoditvah. Za uspešnost uveljavljanja sprememb moramo poskrbeti tudi za specifično edukacijo o značilnostih bolezni, težavah in pristopih, ki se nanašajo na motnje v duševnem zdravju.

### Različni načini prilagoditev
Težave s prisotnostjo na delovnem mestu
- Omogočanje fleksibilnega delovnega časa.
- Omogočanje fleksibilnega urnika in števila odmorov.
- Dovoljenje, da posameznik opravlja delo v okolju, ki mu najbolj ustreza.
- Zagotavljanje časa za svetovanje.[7]

Težave s koncentracijo pri delu
- Zmanjšanje motečih dejavnikov v delovnem okolju.
- Omogočanje dela v okolju, ki je mirno ali ločeno od dejavnikov, ki pri posamezniku povzročajo težave pri koncentraciji.
- Dovoljenje za uporabo naprav s pomirjujočim zvokom, ki prekrijejo hrup v okolju.
- Dovoljenje za poslušanje umirjene glasbe na delovnem mestu.
- Povišanje nivoja naravne svetlobe in ustrezne osvetlitve na delovnem mestu.
- Zmanjšanje hrupa in nereda v delovnem okolju.
- Načrtovanje ustreznega delovnega časa.
- Razdeljevanje delovnih nalog na več delov ali korakov.
- Zagotavljanje sredstev za boljšo organizacijo dela.
- Omogočanje fleksibilnega delovnega časa in premorov.
- Omogočanje časa za svetovanje.[7]

Težave z obvladovanjem stresa in čustvenih reakcij
- Omogočanje usposabljanja neposrednim sodelavcem za prepoznavanje in obvladovanje stresa in čustvenih težav na delovnem mestu.
- Omogočanje dovoljenja prisotnosti živali, ki zaposlenemu nudi oporo.
- Omogočanje konzultacije po telefonu z zdravnikom ali drugimi svetovalnimi in podpornimi službami med delovnim časom.
- Omogočanje fleksibilnosti delovnega časa in urnika odmorov.
- Omogočanje opravljanje dela od doma.
- Zagotavljanje časa za svetovanje in podporo.[7]

Težave z znižano vzdržljivostjo in izčrpanostjo
- Omogočanje fleksibilnega delovnega časa in urnika odmorov.
- Omogočanje podpore in mentorstva na delovnem mestu.
- Možnost opravljanja dela od doma.
- Omogočanje skrajšanega delovnega časa.
- Omogočanje ciljno usmerjene delovne obremenitve.
- Zagotavljanje zmanjšanja in odpravljanja fizičnih naporov in stresa v delovnem okolju.[7]

Težave s spominom
- Omogočanje podpore in mentorstva v delovnem okolju.
- Omogočanje dodatnega časa za organiziranje in zapomnitev delovnih nalog.
- Uporabljanje beležnic, notesnikov ali samolepilnih listkov za lažji priklic spomina.
- Zagotavljanje tako ustnih kot pisnih navodil.
- Omogočanje podaljšanega časa za usposabljanje.
- Zagotavljanje opomnikov in seznamov ključnih nalog ter uporabljanja raznobarvnih tekstov za enostavnejše pomnenje.[7]

Težave pri organizaciji dela in učinkovitosti
- Omogočanje seznama delovnih nalog za tekoči dan.
- Uporabljanje koledarjev in planerjev za označevanje bodočih obveznosti in rokov posameznih nalog.
- Omogočanje uporabe opomnikov v elektronski obliki.
- Omogočanje razčlenitve naloge na več manjših delov in posameznih korakov.
- Omogočanje mentorstva in podpore pri opravljanju delovnih nalog.
- Omogočanje nadzora in tedenskega posvetovanja z vodjo ali mentorjem.[7]

Težave ob paničnih napadih
- Omogočanje uporabo odmorov v prostorih, kjer se posameznik počuti varnega in lahko izvaja tehnike sproščanja.
- Omogočanje svetovanja in pogovora z osebo, ki mu nudi podporo, med delovnim časom.
- Omogočanje prepoznave in odprave okoljskih dejavnikov, ki pri osebi sprožajo napade panike.
- Omogočanje dovoljenja prisotnosti živali, ki zaposlenemu nudi občutek varnosti in opore.[7]

Težave zaradi motenj spanja
- Omogočanje fleksibilnega delovnega časa (predvsem prihoda na delo).
- Omogočanje združevanja krajših odmorov v enega daljšega.
- Omogočanje opravljanja dela po konstantnem urniku.
- Omogočanje naprav, ki ohranjajo budnost.
- Povišanje nivoja naravne svetlobe ali ustrezno urejanje osvetlitve v delovnem okolju.[7]

Težave v odnosih z delavci
- Spodbujanje zaposlenih, da se izogibajo neprijetnim situacijam in konfliktom.
- Omogočanje zasebnosti na delovnem mestu s pomočjo pregrad oziroma z zagotavljanjem lastnega delovnega prostora.
- Omogočanje usposabljanja namenjenega prepoznavanju in obvladovanju stresa in čustvenih težav na delovnem mestu.
- Omogočanje delavnic, seminarjev ali izobraževanj, ki spodbujajo team building in ustrezno reševanje konfliktov na delovnem mestu.[7]

Predlogi za učinkovito vodenje zaposlenih s težavami duševnega zdravja
Za učinkovito vodenje zaposlenih s težavami duševnega zdravja in njihovimi sodelavci je potrebno upoštevati in se ravnati po določenih načelih vedenja, da se zagotavlja čim boljše delovno okolje, zadovoljstvo zaposlenih in dobri medosebni odnosi med sodelavci. 
- Uporabljanje pohval in spodbude ob uspešno opravljenem delu.
- Zagotavljanje tako pisnih kot ustnih navodil.
- Natančno opredeljevanje in zapisovanje delovnih nalog in odgovornosti zaposlenega ter posledice ob neizpolnjevanju zahtevanih pogojev.
- Zagotavljanje odkrite in odprte komunikacije med zaposlenim in nadrejenimi.
- Določevanje in zapisovanje dolgoročnih in kratkoročnih ciljev.
- Opredeljevanje strategij za reševanje težav.
- Zagotavljanje ustreznih pisnih dogovorov.
- Natančno opredeljevanje postopkov za ocenjevanje primernosti in učinkovitega delovanja uveljavljenih prilagoditev.
- Seznanjanje zaposlenih z njihovimi pravicami za prilagoditve.
- Omogočanje sprotnih evalvacijskih srečanj.
- Omogočanje usposabljanja o ustreznem obvladovanju stresa in čustvenih težav na delovnem mestu.[7]

## Duševno zdravje in brezposelnost
Študije socialne izključenosti med najpomembnejši dejavnik, ki prispeva k izključenosti različnih skupin, uvrščajo brezposelnost. Ena izmed najbolj ranljivih socialno izključenih skupin na trgu dela so osebe s težavami v duševnem zdravju. Med osebe z dolgotrajnimi duševnimi stiskami uvrščamo posameznike, ki občasno uporabljajo medicinske usluge ("pacienti vrtečih se vrat") in tiste, ki dolgotrajno bivajo v psihiatričnih bolnišnicah in socialnih zavodih. V skupino socialno izključenih pa se uvrščajo tudi tisti ljudje, ki so enkrat v življenju doživeli globoko čustveno krizo. Oseba s težavami v duševnem zdravju je stigmatizirana, kar pomeni, da dobi nalepko "duševnega bolnika" in ta ji onemogoča polnovredno vključevanje v vsakdanje življenje.
Običajno razreševanja položaja osebe z resnimi težavami v duševnem zdravju poteka preko ocene invalidnosti in invalidskega upokojevanja. Strokovne komisije za oceno invalidnosti invalidsko upokojijo več kot četrtino oseb, ki so se zdravile v psihiatričnih bolnišnicah. 63. člen Zakona o pokojninskem in invalidskem zavarovanju navaja, da je invalidnost podana, če se zaradi sprememb v zdravstvene stanju, ki jih ni mogoče odpraviti z zdravljenjem ali ukrepi medicinske rehabilitacije, osebi zmanjša zmožnost za zagotovitev oziroma ohranitev delovnega mesta oziroma za poklicno napredovanje. V zakonu so navedene tri kategorije invalidnosti, v katere strokovne komisije za oceno invalidnosti razvrščajo osebe s težavami različnih razsežnosti.
Upokojitev oseb s težavami v duševnem zdravju je pogosta sredi delovno aktivnega obdobja ali precej pred njegovim koncem. Posamezniki se posledično pogosto spoprijemajo s finančnimi težavami zaradi nizkih pokojnin in si ne zaradi tega ne morejo privoščiti plačila in udeležbe pri različnih aktivnostih, ki bi jim pomagale pri ohranjanju in razvijanju različnih sposobnosti ter socialni vključenosti. Delodajalci se velikokrat izogibajo zaposlovanju takšnih oseb, saj se bojijo možnih dolgotrajnih odsotnosti. Na delovno zmožnost oseb s težavami v duševnem zdravju velikokrat vplivata tudi slabša koncentracija in slabše motorične sposobnosti, ki so posledica uporabe zdravil. Zaradi tega je takšna oseba velikokrat izločeni iz večine socialnih dejavnosti in veliko jih, zaradi težav s katerimi se spopadajo, izgubi interes za različne oblike komunikacije z drugimi. Nekaterim osebam je zaradi težav v duševnem zdravju odvzeta poslovna sposobnost in to močno prispeva h krčenju njihove socialne mreže. Človek, ki mu je odvzeta poslovna sposobnost namreč ne more voliti, razpolagati s svojim premoženjem, niti z denarjem, ki ga dobiva bodisi iz pokojnine ali plače (razen če gre za delen odvzem), ne more se poročiti, ne more skleniti delovnega razmerja ali kakršne koli delovne ali druge pogodbe. O vsem namesto njega odloča skrbnik. Kljub temu, da je znano, da duševne motnje prehajajo iz akutne faze v remisijo, da so z novejšimi zdravili in različnimi terapijami remisije čedalje daljše in da lahko motnja povsem izzveni, sodišče redko prekliče ukrep odvzema opravilne sposobnosti. Tovrstni sodni postopki so dragi (potreben je sodni izvedenec) in večina ljudi s težavami v duševnem zdravju si tega ne more privoščiti. Postopki so tudi dolgotrajni in za posameznike naporni, zato se lahko zgodi, da se komu med čakanjem na odločitev sodišča, stanje celo poslabša, kar še oteži ponovno pridobitev poslovne sposobnosti. Človek, ki mu je bila poslovna sposobnost odvzeta, izgubi s tem ukrepom še tisto malo samozaupanja, ki mu je ostalo po hospitalizacijah v psihiatričnih bolnišnicah, in velikokrat ga je strah začeti postopek na sodišču.
Medtem ko se delodajalci po večini izogibajo zaposlovanju oseb s težavami v duševnem zdravju, pa strokovnjaki in nevladne organizacije poročajo, da je ravno zaposlitev, ki je prilagojena zmožnostim osebe in njenemu procesu okrevanja, najuspešnejši način za spodbujanje njenega duševnega zdravja, za vrnitev v običajno življenje in za rehabilitacijo. Osebam s težavami v duševnem zdravju omogoča socialno in ekonomsko reintegracijo in s tem prispeva k razvoju in višanju pozitivne samopodobe in samozavesti, kar pa močno pripomore k zmanjšanju možnosti za ponovitev ali stopnjevanje bolezni oziroma težav. S strani strokovnjakov je bilo opaženo, da je sistem zaposlovanja naravnan tako, da je osebam s težavami v duševnem zdravju s preostalo delovno zmožnostjo najpogosteje omogočeno opravljanje enostavnejših ročnih opravil, kar pa velikokrat ni v skladu z njihovo izobrazbeno ravnjo. V Sloveniji obstaja kar nekaj nevladnih organizacij, ki so aktivne na področju nudenja pomoči osebam s težavami v duševnem zdravju in skrbijo za njihovo vključenost v družbo. Najbolj znane so organizacije Altra, Šent in njena koprska podružnica Šentmar (vključuje dnevni center, stanovanjske skupine in zaposlitvene programe), Ozara, Novi paradoks in Humana Arhivirano 2017-09-11 na Wayback Machine.. Njihovi programi se nanašajo na zaposlovanje in delovno usposabljanje oseb s težavami v duševnem zdravju ter zajemajo:
- usposabljanje in spremljanje na delovnem mestu
- pomoč in podporo pri iskanju zaposlitve
- pomoč pri učenju za dokvalifikacijo in prekvalifikacijo
- zaposlitveno rehabilitacijo
- oblikovanje skupin za samopomoč
- razne delavnice, katerih namen je razvijanje in krepitev samopodobe, samozavesti, širitev socialne mreže, znanj in informiranje
- oblikovanje stanovanjske skupnosti
- zaposlitev brez delovnega razmerja
Pregled študije duševnega in telesnega zdravja kot posledice brezposelnosti in mehanizmov, s katerimi brezposelnost povzroča škodljive vplive na zdravje, razkriva zapleten odnos med dejavniki in posledicami pojava. Postavlja se vprašanje, ali brezposelnost povzroča poslabšanje mentalnega in fizičnega zdravja in ali je večja verjetnost, da ljudje z zdravstvenimi težavami postanejo brezposelni. V študiji strokovne revije Journal of Community Psychology je analiza anketiranih zaposlenih pokazala, da imajo brezposelni ljudje dvakrat večje tveganje za povečanje pojavov depresivnih simptomom in večje možnosti za diagnozo klinične depresije kot zaposleni. Opravljena študija pa ni pokazala nikakršne povezave med klinično depresijo in kasnejšim pojavom brezposelnosti zaradi nje, kar pomeni, da depresija ni vzročni dejavnik za povišanje stopnje brezposelnosti. Pojav in razširjenost depresije se je povečala v primeru, ko je posameznik postal brezposeln.
Stopnja brezposelnosti skupine ljudi z duševnimi boleznimi je okoli 90 % – v nasprotju oseb s fizično ali senzorično invalidnostjo, ki je približno 50 %. Ženske pa imajo višjo stopnjo brezposelnosti. Že dolgo je znano, da hude duševne bolezni pogosto dramatično oslabijo lastno sposobnost opravljanja dela in zagotavljanje zaslužka. To lahko povzroči osiromašenje, ki pa lahko poslabšajo bolezen. Medtem, ko je poudarek na dostopu do zaposlitvenih mest, se je potrebno zavedati, da je večina oseb s hudimi duševnimi motnjami izpostavljena programom, ki se bolj osredotočajo na razvoj delovnih sposobnosti kot na dejansko plačano delo.
Dejavniki, ki najpogosteje vplivajo na slab položaj oseb s težavami v duševnem zdravju na trgu delovne sile so: daljša odsotnost iz sfere dela (zaradi stigme in dejanske zmanjšane zmožnosti za delo težko enakovredno tekmujejo z ostalimi iskalci zaposlitve), specifične težave posameznikov, ki vplivajo na življenjski stil in zdravstveno stanje, apatičnost in nizka motiviranost za iskanje dela, stigma in nezaupanje delodajalcev. Neustrezno je, če delodajalec od posameznika s težavami v duševnem zdravju pričakuje, da bo delal poln delovni čas ter od njega zahteva, da dosega natančno predpisane norme.

## Vloga stigmatizacije pri zaposlovanju oseb s težavami v duševnem zdravju
Različne študije socialne izključenosti kažejo na izrazito ogroženost nekaterih skupin prebivalstva. Med najpomembnejše dejavnike, ki prispevajo k njihovi izključenosti, sodi brezposelnost oziroma status aktivnosti. Raziskava o socialni in ekonomski izključenosti ranljivih skupin, ki jo je v letu 2003 financiralo ministrstvo za delo, družino in socialne zadeve, je med najbolj ranljive skupine oseb na trgu dela uvrstila osebe s težavami v duševnem zdravju. Več tujih in slovenskih raziskav je pokazalo, da ima pri zaposlovanju oseb s težavami v duševnem zdravju pomembno vlogo tudi stigmatizacija pri zaposlovanju le-teh oseb.

### Tuje raziskave in vloga stigmatizacije pri zaposlovanju oseb s težavami v duševnem zdravju
S problematiko stigmatizacije pri zaposlovanju oseb s težavami v duševnem zdravju, so se v zadnjih nekaj desetletjih spopadali domači in tuji avtorji ter raziskovalci.
V eni izmed ameriških raziskav je bila preučevana stopnja stigmatizacije in odnos delodajalcev do potencialnih kandidatov z zgodovino težav v duševnem zdravju. Delodajalci so na lestvici od ena do sedem ocenjevali, v kakšni meri bi bili pripravljeni zaposliti določenega izmišljenega kandidata, z zgodovino ali brez zgodovine težav v duševnem zdravju. Izkazalo se je, da so izmišljeni kandidati z zgodovino težav v duševnem zdravju v veliki meri odvračali delodajalce pri odločanju o njihovi zaposlitvi. Razlika v povprečni oceni med zdravimi posamezniki in posamezniki z zgodovino težav v duševnem zdravju, je bila več kot ena (M s težavami = 4,80; SD = 1,41; M zdravi = 5,82; SD = 0,98).
V raziskavi v Veliki Britaniji so s pomočjo samoocenjevalnih vprašalnikov preverjali odnos delodajalcev do ljudi s trenutnimi težavami ali zgodovino težav v duševnem zdravju. Pokazalo se je, da kar polovica delodajalcev ne bi nikoli ali bi zgolj občasno zaposlila osebo, ki ima trenutno težave v duševnem zdravju. Obenem ena tretjina delodajalcev ne bi nikoli ali bi zgolj občasno zaposlila osebo z zgodovino težav v duševnem zdravju (npr. depresija), ki v sedanjosti funkcionirajo optimalno. Za najbolj ogroženi skupini so se izkazale osebe, ki so bile trenutno depresivne (več kot polovica), in tiste, ki so bile v preteklosti diagnosticirane s shizofrenijo (66 %). Avtorji so predvideli, da je negativen odnos do oseb s trenutnimi težavami ali z zgodovino težav v duševnem zdravju, verjetno povezan s slabimi izkušnjami delodajalcev v preteklosti. V vsakem primeru pa se je moč stigme pokazala preko nevednosti delodajalcev o duševnih motnjah, ki so poročali, da bi z večjo verjetnostjo verjeli zdravniškemu opravičilu o fizični bolezni, kot pa zdravniškemu opravičilu o duševni motnji.
V še eni raziskavi je britansko vodstveno osebje v vojski prejelo opise potencialnih kandidatov, ki so se razlikovali zgolj v tem, da so imeli nekateri zgodovino težav v duševnem zdravju (depresivna motnja), drugi pa zgodovino fizične bolezni (sladkorna bolezen). Diagnoza depresivne motnje je v primerjavi z diagnozo sladkorne bolezni drastično zmanjšala možnost zaposlitve kandidata. To razlikovanje delodajalcev v odnosu do kandidatov je izhajalo iz predpostavke, da naj bi osebe z diagnozo depresije predstavljale pomembno večjo grožnjo sebi in drugim pri opravljanju svojega dela, medtem, ko do oseb s sladkorno boleznijo niso imeli takih pomislekov.
Kljub omenjenim raziskavam obstajajo tudi študije, ki so pokazale, da se odnosi delodajalcev do oseb s težavami v duševnem zdravju izboljšujejo. Raziskava iz leta 2003 je pokazala, da delodajalce bolj skrbi kandidatova bodoča zaposlitev in zdravstvena kartoteka, kot pa njihova morebitna zgodovina težav v duševnem zdravju. Vendar še vedno vsaj na eno tretjino podjetij pri njihovi odločitvi o zaposlitvi kandidata vpliva zgodovina kandidatovega neprostovoljnega sprejema v bolnišnično oskrbo. V prihodnosti bi bilo zato bolj informativno, če bi raziskovalci ugotovili, ali delodajalci dejansko zaposlijo osebe s težavami v duševnem zdravju in kako se njihovi odnosi spreminjajo skozi čas.

### Slovenske raziskave in stigmatizacija pri zaposlovanju oseb s težavami v duševnem zdravju
Tudi v Sloveniji delodajalci poročajo o manjšem zaposlovanju oseb s težavami v duševnem zdravju, saj naj bi ti prinesli preveč težav in stroškov. Pri njih je obenem prisoten tudi strah pred tem, da bodo osebe zanemarile svoje delovne naloge. V splošnem v veliki meri s težavami svoji zaposlenih sploh niso seznanjeni, saj le-ti svoje diagnoze pogosto skrivajo (če nimajo statusa invalida). Ena izmed raziskav je pokazala, da so osebe z duševno motnjo v preteklosti in še sedaj na hitro upokojevali, saj je bila zanje že skoraj po pravilu rezervirana prva kategorija invalidnosti. Izkazalo se je tudi, da so bili dohodki takih oseb precej nižji, kakovost njihovega življenja pa zmanjšana. Zato torej ni presenetljivo, da veliko oseb s težavami v duševnem zdravju, svoje probleme skriva.
D. Pavšič Gerenčer je v svoji magistrski nalogi iskala odgovore na vprašanja, kako se osebe s težavami v duševnem zdravju vključujejo v delovno okolje, kako je z njihovo zaposlitvijo in kako gledajo na njih njihovi delodajalci. V kvalitativni raziskavi so sodelovale osebe z diagnozo depresivne motnje in delodajalca, ki take osebe zaposlujeta, uporabljena pa je bila metoda strukturiranega intervjuja. Ugotovitve so pokazale, da so osebe z depresivno motnjo zaposlene na nižje plačanih delovnih mestih, da so težje zaposljive v primerjavi z zdravimi osebami, ter da je stigmatiziranost teh oseb še vedno prisotna. Delodajalci namreč verjamejo, da so ljudje s težavami v duševnem zdravju manj učinkoviti in zanesljivi ter so posledično pogosteje bolniškem dopustu. Bojijo se tudi negativnih vplivov na podjetje in upora nadrejenih ter drugih sodelavcev, če bi zaposlili večje število oseb s težavami v duševnem zdravju. Zaradi tega jih v času gospodarske krize zaposlujejo vedno manj.

## Delo kot mehanizem za integracijo ljudi z motnjami duševnega zdravja
Globalizacija in soodvisnost sta odprli nove priložnosti za rast svetovnega gospodarstva in razvoja. Medtem ko je bila globalizacija močna in dinamična sila za rast, so se pogoji dela in trg dela v zadnjih dveh desetletjih drastično spremenili. Ključni element teh sprememb je povečana avtomatizacija in hitro izvajanje z informacijami tehnologije. Delavci po vsem svetu pa so se soočali z doslej nepoznano matriko nove organizacijske strukture in procesov, kot so downsizing, pogojna zaposlovanja in povečana obremenitev. Delodajalci večinoma menijo, da delo ali delovno mesto niso vzročni dejavniki, ki povzročajo težave z duševnim zdravjem. Čeprav obstaja veliko število večdimenzionalnih psihoterapevtskih storitev, je delovno mesto eno izmed najprimernejših okolij, v katerem se lahko posameznike izobražuje, ozavešča in spodbuja na področju duševnega zdravja. Ta prizadevanja bodo koristila celotni družbi z zmanjšanjem socialnih in gospodarskih stroškov ter zmanjšanjem možnosti za razvoj težav duševnega zdravja. Za ljudi z duševnimi težavami je iskanje dela na odprtem trgu delovne sile ali vrnitev na delo in ohranjanje zaposlitve po zdravljenju pogosto velik izziv.
Več kot 500 milijonov ljudi po vsem svetu zboli za duševnimi boleznimi, se sooča z alkoholizmom ali z odvisnostjo od drog. To pomeni, da se 1,5 do 2 % prebivalstva posamezne države sooča s tovrstnimi težavami. Že dolgo je znano, da hude duševne bolezni pogosto oslabijo sposobnost posameznika za delo in samostojno preživljanje, kar lahko povzroči osiromašenje, to pa posledično poslabšanje bolezni. Zato je izrednega pomena, da se za osebe, ki se soočajo s težavami duševnega zdravja, najde zaposlitev in s tem izboljša kakovost življenja in zmanjša osiromašenje in s tem visoke stroške storitev.
Medtem ko je poudarek integracije na dostopu posameznikov do plačanih zaposlitev, so ljudje z duševnimi težavami bolj izpostavljeni programom, ki se osredotočajo na razvoj sposobnosti dela kot na delo, ki je dejansko plačano. Ti programi na primer vključujejo:
- Bolnišnične programe usposabljanja in vključevanja na delo, kjer je poudarek na povečanju samozavesti in splošnega delovanja in vključuje vrste dejavnosti,  kot so razdeljevanje hrane, vrtnarjenje, pomoč pri delu v manjših trgovinag, itd. Udeleženci imajo po navadi zmanjšano število dni hospitalizacije, nekaterim pa uspe najti tudi uspešno stalno zaposlitev.[4]
- Delavnice za podjetja predstavljajo tradicionalen pristop uporabe dela za ljudi z duševnimi težavami. Čeprav ta način dela ne podaja zelo donosnih možnosti zaposlovanja in oseba po navadi ostaja obravnavana kot bolnik, 10 do 15 % udeležencev ustreza pogojem za napredovanje v intenzivnejši program dela.[4]
- Usposabljanja v skupnosti bivanja skrbijo za osnovne potrebe in imajo značilnosti močnega individualnega pristopa kot tudi uporabo globalnega. Udeležba v tovrstnih programih zmanjšuje hospitalizacijo in povečuje možnost samostojnega življenja, vendar kljub temu ni pokazala velikega vpliva na učinkovito iskanje stalne zaposlitve.[4]
- Programi asertivnega zdravljenja v skupnosti (PACT) so razvili Stein, Test in Marx kot odgovor na rast potrebe po pomoči skupnosti za ljudi s hudimi duševnimi težavami. Poudarek je bil na okrevanju po bolezni in izboljšanju kakovosti življenja. PACT je interdisciplinarni skupinski pristop, ki vključuje psihiatra, registrirane medicinske sestre, strokovnjake na področju poklicnega usposabljanja, zasvojenosti in administratorja programa. Krizna pomoč je udeležencem programa na voljo 24 ur na dan, model pomoči pa temelji na zagotavljanju zdravljenja, rehabilitacije in podporne skupine osebam s težavami duševnega zdravja v določeni skupnosti.[4]

Stigmatizacija in diskriminacija sta pomembna dejavnika, ki ogrožata duševno zdravje, zato lahko ukrepi proti izvorom diskriminacije, stigmatizacije in s tem socialne izključenosti zelo pripomorejo k vsem pobudam za izboljšanje duševnega zdravja prebivalcev in njihovega zaposlovanja na delovna mesta. Svetovna zdravstvena organizacija ocenjuje, da je stigmatizacija najhujša ovira pri izboljševanju duševnega zdravja ljudi z duševnimi motnjami, povečuje njihovo invalidnost in poslabšuje potek bolezni. Stigma izhaja iz stereotipnih predstav o nevarnosti in nekompetentnosti ljudi z duševnimi motnjami, na katerih temeljijo predsodki o nevarnem in nepredvidljivem vedenju. Kaže se s strahom in diskriminacijskim vedenjem do posameznikov, ki imajo duševne motnje. Stereotipi, predsodki in diskriminacija lahko prikrajšajo ljudi za pomembne življenjske priložnosti in jim onemogočijo doseganje njihovih ciljev. Stigmatizacija se kaže tudi v ovirah pri dostopu do obravnave, težavah pri zagotavljanju kakovostne obravnave in v tistih strukturnih oblikah, ki ovirajo rehabilitacijo in okrevanje ljudi z duševnimi motnjami in njihovih družin.
Zmanjševanje stigme in diskriminacijskega vedenja je eden od uspešnih ukrepov, saj omogoči, da osebe z duševnimi motnjami poiščejo pomoč, ki jo potrebujejo, da njihovi bližnji, delodajalci in drugi to sprejmejo ter podprejo ter da zdravstveni in drugi strokovni delavci njihovih težav ne podcenjujejo, temveč jih prepoznajo, ustrezno zdravijo in obravnavajo. Proti stigmatizaciji se je potrebno začeti boriti v zdravstvenih in socialnih službah na primarni ravni ter šolskemu okolju, kjer lahko prav tako prihaja do diskriminacijskih vedenj. Za pravilen odziv ob določenih duševnih težavah je potrebno izobraževanje in učenje strpnosti udeležencev v službah na teh področjih, saj so prav neznanje in stereotipi glavni krivci za predsodke strokovnih delavcev. Dostopnost mreže služb in storitev, ki omogočajo psihiatrično, socialno in zaposlitveno rehabilitacijo, je eno od meril za destigmatizacijo. Majhne možnosti za prilagojeno zaposlovanje in vračanje v delovno okolje po prebolelih duševnih motnjah so ena od največjih ovir pri okrevanju in tudi poglaviten razlog za odrivanje skupine ljudi z duševnimi motnjami na rob družbe. Posledice stigmatizacije in izključenosti so zelo različne ter imajo velik vpliv na kakovost življenja posameznika kot so brezposelnost, nizek socialni položaj, manjše možnosti, da si ustvarijo družino, slabe bivalne razmere, manjši dostop do izobraževanja in izpopolnjevanja ter druge posledice. Da bi zmanjšali socialno izključenost oseb s težavami v duševnem zdravju, mora posameznik imeti enak dostop do ekonomskih in družbenih dobrin oziroma možnosti biti deležen spoštovanja drugih članov družbe ter biti deležen pomoči, da se v njem ponovno utrdi upanje na kakovostnejše življenje, v katerem bo lahko razvil svoj potencial. Tudi v Sloveniji je psihiatrična stroka v primerjavi z drugimi medicinskimi strokami pogosto stigmatizirana, posledica česar je težja dostopnost do potrebovane pomoči in vključevanje v družbo.
Duševno zdravje je pomembno za kakovostno življenje posameznika in družbe, zato je treba razviti nove oziroma podpreti obstoječe dejavnosti nevladnih organizacij in drugih deležnikov v sistematičnih in stalnih programih in projektih za zmanjševanje bremena stigme in diskriminacije oziroma socialne izključenosti. Zaradi posledic stigmatizacije, ki se kažejo predvsem v majhnih možnostih zaposlovanja, usposabljanja za delo in izobraževanje ter v (pre)pozni obravnavi, kar negativno vpliva na potek zdravljenja. Kot posledica se izgubljajo tudi ogromne zmogljivosti in sredstva, saj duševne motnje, kadar povzročajo invalidnost, oslabijo le nekatera področja posameznikovega psihičnega delovanja, medtem ko so druga lahko dobro ali nadpovprečno ohranjena. Osebe z duševnimi motnjami potrebujejo prilagodljiv delovni čas in pomoč v delovnem okolju. Velik pomen pri zmanjševanju stigme in socialne izključenosti pa imajo tudi javni mediji.
Namen zaposlitvene rehabilitacije je ohranjanje in razvijanje delovnih spretnosti, navad in veščin v delovnem okolju, ki lahko daje tudi podporo pri širšem socialnem vključevanju posameznika. Uporabnikom omogoča vključitev v različne programe aktivne politike zaposlovanja (usposabljanje na delovnem mestu, javna dela) in v program socialne vključenosti. Izvajanje zaposlitvene rehabilitacije je opredeljeno kot javna služba v okviru mreže izvajalcev zaposlitvene rehabilitacije. Poleg Inštituta Republike Slovenije za rehabilitacijo in izvajalcev storitev zaposlitvene rehabilitacije izvajajo naloge na področju zaposlitvene rehabilitacije tudi rehabilitacijski svetovalci in rehabilitacijske komisije pri Zavodu Republike Slovenije za zaposlovanje.

## Pravice oseb z motnjami duševnega zdravja na delovnem mestu
Dostop do trajne zaposlitve posameznikov s hujšimi duševnimi težavami je eno izmed najtežjih vprašanj, s katerimi se sooča družba. Resne duševne težave, ki prizadenejo približno 2 % svetovnega prebivalstva, se kažejo pri težavah posameznikov pri izpolnjevanju vloge, ki so si jo zadali v življenju. Čeprav si več kot 70 % teh ljudi želi delati, ima samo 10 do 12 % oseb zaposlitev, ki pa se večinoma ne ujema z njihovo naklonjenostjo in zmogljivostjo. V nasprotju pa je stopnja zaposlenosti oseb z drugačno vrsto invalidnosti približno 50 %.
Večina držav ima urejeno zakonodajo, ki navaja, da invalidnost ne pomeni tehtnih razlogov, da se nekomu zanika pravica dostopnosti do enakih možnosti kot konkurenčnim kandidatom. Na področju invalidnosti, so osebe z duševnimi težavami še zlasti ranljive. Pojem pravice do enakih možnosti v celoti upravičuje vse ukrepe za olajšanje dostopa do plačanega dela za vse tiste, ki si tega želijo in so zanj usposobljeni. Globalizacija, privatizacija in downsizing niso dovolj veljavni izgovori za socialno in ekonomsko izključenost posameznikov s težavami v duševnem zdravju.
Čeprav je dostop do plačanega dela za osebe s težavami v duševnem zdravju pod vplivom številnih nepredvidljivih okoliščin, kot so na primer nizka stopnja razvoja, tradicija, kultura in visoka stopnja brezposelnosti, se ne bi smela odvzeti pravica dostopa do zaposlitve osebam, ki si želijo delati in so usposobljeni za določeno delovno mesto kljub njihovi invalidnosti. Delo je ena izmed najpomembnejših vrednost v družbi in posamezniku predstavlja privilegiran način za uveljavljanje vloge v družbi ne glede na njegovo invalidnost. Osebe z duševnimi motnjami se imajo pravico uveljavljati v isti družbeni vlogi kot drugi državljani in prav delo jim predstavlja možnost, da uveljavljajo to pravico.

## Spodbujanje zaposlovanja oseb z duševnimi težavami
Večina držav ima zakonodajo, ki predpostavlja, da invalidnost ne sme biti ovira pri kakovostnem življenju. Glede dostopnosti do dela zakoni narekujejo, katere in v kolikšni meri morajo biti sprejete razumne prilagoditve, ki jih mora delodajalec zagotoviti. Ameriški zakon o invalidih je bil po mnogih letih eksperimentiranja sprejet leta 1990. V poglavju "Title I" opisuje standarde dostopnosti za sebe s telesnimi ali duševnimi invalidnostmi pri zaposlovanju in natančno opredeljuje, da se razumne standardne prilagoditve uporablja tudi v zasebnem sektorju. Večina prilagoditev se nanaša na telesno invalidnost in vključujejo izdelavo lahko dostopnih objektov, pridobitev ali spremembo opreme ali naprav, zagotavljanje bralcev, tolmačev ali omogočanje drugih načinov pomoči. Določbe, ki se najpogosteje uporabljajo za osebe z duševnimi težavami so posebej razviti načini dela in so predvsem povezani s krajšim delovnim časom, spremenjenim urnikom, prestrukturiranim delom, ki delavca psihično ne obremenjuje in z dovoljenim časom za terapije. Nastanitve, ki so potrebne za telesno invalidnost so zelo pogosto enkratne ali tehnične, pri čemer so prilagoditve za ljudi z duševnimi težavami preproste, vendar zahtevajo kontinuirano uporabo in delodajalci ter sodelavci potrebujejo dlje časa, da se navadijo na način dela, katerega se je potrebno držati in se izogibati spremembam.
Sistem kvot, ki se uporablja v desetih evropskih državah, je obveznost, ki zahteva od delodajalcev, da najamejo določen odstotek invalidov kot del svoje delovne sile. Če delodajalec tega ne stori, sledi kazen, katere izkupiček se nato vloži v sklad za spodbujanje zaposlovanja invalidov. Kvotni sistem velja običajno pod določenimi pogoji za vse dele javnega sektorja in nekatere komponente zasebnega. Najpomembnejše pri spodbujanju zaposlovanja je zagotavljanje stalne podpore delodajalca in sodelavcev, da se vzpostavi korekten in spodbuden delovni odnos in prijetno delovno okolje, ki temelji na sodelovanju, pomoči in partnerstvu. Zelo uspešne so se pokazale, da so poskusne dobe zaposlovanja na delovnem mestu, ki delodajalca pripravi na različne prilagoditve pri vključevanju na delo. Za namene načrtovanja je bilo ugotovljeno, da je zelo koristno, da obstaja formalni vpogled predstavnikov delodajalcev in sindikatov, ki imajo odprtost za ustvarjanje delovnih mest za osebe s težavami v duševnem zdravju. Medtem ko se lahko koristijo izjemne pobude, ki izhajajo iz zasebnega sektorja, je za uveljavljanje najuspešnejših programov potrebna podpora vlade, kar pa zaradi primarne odgovornosti organov ni enostavno izvesti.
Jasno je, da obstaja veliko dejavnikov, ki sodelujejo pri reševanju pomena dela za ljudi s težavami duševnega zdravja, kakor tudi pri opredelitvi učinkovite prakse za spodbujanje zaposlovanja, ponovne zaposlitve in načinov za prilagoditve delovnih mest. Socialni podporni sistemi, strokovnjaki na področju duševnega zdravja in delodajalci imajo pomembno vlogo, da posamezniku pomagajo določiti možnosti in izbire, ki jih imajo, da se naučijo upravljati s potencialno onemogočenimi pogoji in da preprečijo dolgoročno hospitalizacijo. Končni cilj je zagotoviti posamezniku pridobitev ali vrnitev v pridobitne, vrednostno polne dejavnosti, katerih del je tudi delo.
Dostop do izpopolnjevalnega dela ostaja eden od najbolj iskanih ciljev za odraslo prebivalstvo večine držav. Delodajalci, zaposleni in sindikati so se začeli zavedati, da se za današnjo populacijo ena največjih zdravstvenih težav nahaja prav na področju duševnega zdravja, ki predstavlja najpogostejši vzrok invalidnosti, ki je odgovorna za globalno breme bolezni in presega invalidnosti zaradi okužb, AIDS-a, raka in telesnih nesreč. Vpliv duševnih zdravstvenih težav na odsotnost z dela, produktivnost in zadovoljstvo pa se šele začenja uresničevati. Zaradi pomembnosti dela in napredovanja v preprečevanju, zdravljenju in rehabilitaciji oseb z duševnimi težavami je smiselno obravnavati vse vidike duševnega dobrega počutja zaposlenih v organizaciji.
Posebni programi ali ukrepi, ki bi bili namenjeni prav osebam s težavami v duševnem zdravju v Sloveniji ne obstajajo. Na voljo so jim programi namenjeni težje zaposljivim skupinam, v primeru, ko imajo status invalida, pa tudi vsi ukrepi, ki urejajo usposabljanje in zaposlovanje invalidov. Omenjeni programi namenjeni težje zaposljivim osebam zajemajo psihosocialno rehabilitacijo, vključevanje v javna dela (ponovna vključitev v sfero dela pomaga posamezniku tudi pri odkrivanju novih zaposlitvenih možnost), sofinanciranje zaposlovanja s programom uvajanja v delo (uposabljanje na delovnem mestu poteka s sklenjenim delovnim razmerjem ali brez, namen pa je pridobitev manjkajočih znanj, veščin in spretnosti za opravljanje nekega konkretnega dela), ustvarjanje novih delovnih mest za invalide s prilagoditvijo prostorov in tehnične opreme delovnega mesta (v okviru aktivne politike zaposlovanja), zaposlitev v socialnih podjetjih (to je vmesna oblika med običajnih zaposlovanjem in posebnimi oblikami zaposlovanja ter je namenjena težje zaposljivim osebam, katerih delozmožnost je nizka in se soočajo z velikimi omejitvami zaradi zdravstvenih razlogov). Zavod Republike Slovenije za zaposlovanje ob zaposlitvi osebe za nedoločen čas oziroma najmanj za dve leti sofinancira dodatne stroške prilagoditve delovnega mesta do višine 10 minimalnih mesečnih plač. Kljub omenjenim subvencijam Zavoda Republike Slovenije za zaposlovanje pa je med delodajalci malo interesa za zaposlitev oseb, ki bi potrebovale prilagoditev delovnega mesta.
V Sloveniji je bil leta 2004 sprejet Zakon o zaposlitveni rehabilitaciji in zaposlovanju invalidov, ki ureja:
- ukrepe za povečanje zaposljivosti invalidov
- ukrepe za povečanje možnosti za zagotavljanje ustreznih delovnih mest in oblike zaposlitve
- pogoje za enakovredno zaposlovanje invalidov
- podporne ukrepe za večjo zaščito zaposlitve za invalide
- uvaja kvotni sistem zaposlovanja invalidov
Strokovni delavci, ki se srečujejo z osebami s težavami v duševnem zdravju, svetovalci na uradih za delo in predstavniki nevladnih organizacij, ki se ukvarjajo s področjem težav v duševnem zdravju podajajo naslednje predloge za izboljšanje položaja in zaposljivosti oseb s težavami v duševnem zdravju:
- večja vključenost oseb s težavami v duševnem zdravju v oblikovanje programov javnih institucij in nevladnih organizacij
- upoštevanje individualnih potreb posameznikov pri oblikovanjih programov in storitev ter omogočanje uporabnikom, da se sami odločajo med storitvami, ki so na razpolago
- vzpostavitev svetovalne službe, ki bi bila na razpolago osebam s težavami v duševnem zdravju v obdobjih psihosocialnih kriz
- potrebno bi bilo poskrbeti, da osebe s težavami v duševnem zdravju dobijo zaposlitev za tisti čas, ko lahko delajo, saj je namreč zelo malo oseb, ki res niso sposobne delati (ta ukrep bi preprečeval segregacijo, prezgodnje upokojevanje in zmanjšala bi se bremenitev državnega proračuna); prilagoditve bi zajemale zaposlitev za krajši delovni čas, delitev delovnega mesta, delo na domu ter omogočanje bolj fleksibilnega delovnega časa
- zagotavljanje možnosti drugačnih oblik zaposlovanja (prisotnost večje tolerantnosti do oseb s težavami, socialna podjetja in kooperative)

### Pomoč zagovornika pri zaposlovanju
Osebi s težavami v duševnem zdravju pri ohranjanju delovnega mesta ali pri zaposlovanju lahko pomaga zagovornik. Pomaga ji pri soočanju z zunanjim svetom (življenju izven psihiatrične bolnišnice ali socialnovarstvenega zavoda), ki zajema posameznikovo družino, ustanove duševnega zdravja in socialnega dela, delodajalce, stanodajalce itd., in pri zaščiti njenega notranjega sveta (njene samoopredelitve, samopodobe ter stališč o svetu in sebi). Eden od pobudnikov zagovorništva v Združenem kraljestvu, David Brandon, je zagovorništvo definiral kot »temeljno preusmerjanje moči, ki pomaga ljudem, ki so bili zlorabljeni in zatirani, da si pridobijo moč in vpliv nad lastnim življenjem«. Pomembno je, da se zagovornik zaveda, da nima pravice sam odločati o stvareh, ki se tičejo posameznika, temveč mu lahko le svetuje in pomaga pri odločitvah. Tak način dela zagovornika omogoča posamezniku uveljaviti večji vpliv nad svojim življenjem, ki ga institucije pogosto ne omogočajo. S tem se krepi tudi njegova samozavest in aktivno soočanje s problemom, ki pripomoreta k zmanjšanju psihičnih posledic stigmatizacije. Sodelovanje z zagovornikom mnogim omogoči, da se kasneje zmorejo sami soočiti s spornim ravnanjem drugih, ki so ga deležni, saj se zavedajo, da imajo nekoga na katerega se v primeru težav lahko obrnejo. Zagovornik je oseba, ki je vedno na strani posameznika ter skuša doseči upoštevanje in uresničitev njegovih potreb in želja, ki so v institucijah ali na delovnih mestih velikokrat prezrte. Poznamo več vrst zagovorništva in sicer laično zagovorništvo, samozagovorništvo, kolektivno in profesionalno zagovorništvo. Slednje izvaja brezplačne pravne in psihosocialne storitve in mora biti neodvisno od državnih ustanov duševnega zdravja, ker jim le to omogoča, da na prvo mesto postavijo izražene želje posameznika, ki potrebuje pomoč. V kontekstu ohranitve delovnega mesta (prilagoditev delovnika, dela, delovnega mesta) ali iskanju novega primernega dela, zagovornik posamezniku lahko pomaga pri premagovanju občutka nemoči, apatije, pasivnosti in izgubi dostojanstva. Informira ga o vseh njegovih pravicah in mu nudi podporo pri uresničevanju želja. Preostale naloge zagovornika so opredeljene v Zakonu o duševnem zdravju (ZDZdr) in vključujejo pomoč pri razreševanju problemov, ki nastanejo pri (ne)sporazumih z osebjem (v primeru psihiatričnih bolnišnic in socialnovarstvenih ustanov) ter  podporo v situacijah, ko se posameznik počuti zmedeno, prestrašeno in ne razume nastalih situacij. Prav tako je naloga zagovornika podajanje celovitih informacij glede poteka obravnave in zdravljenja, možnih alternativah, stranskih učinkih zdravil, pomoč pri razumevanju postavljenih diagnoz, iskanju drugega zdravniškega mnenja ter nudenje podpore v postopkih pred sodiščem.